# Phiomys
Phiomys és un gènere de rosegador extint que visqué al nord i l'est d'Àfrica entre l'Eocè i el Miocè. Se n'han trobat restes fòssils a Egipte, Kenya i Líbia. El nom genèric d'aquest grup, Phiomys, és una combinació dels mots grecs Phiom (‘Faium’) i mys (‘ratolí’).
Tenia les dents molars braquiodontes, és a dir, de corona baixa.